# 성모 소성무일도

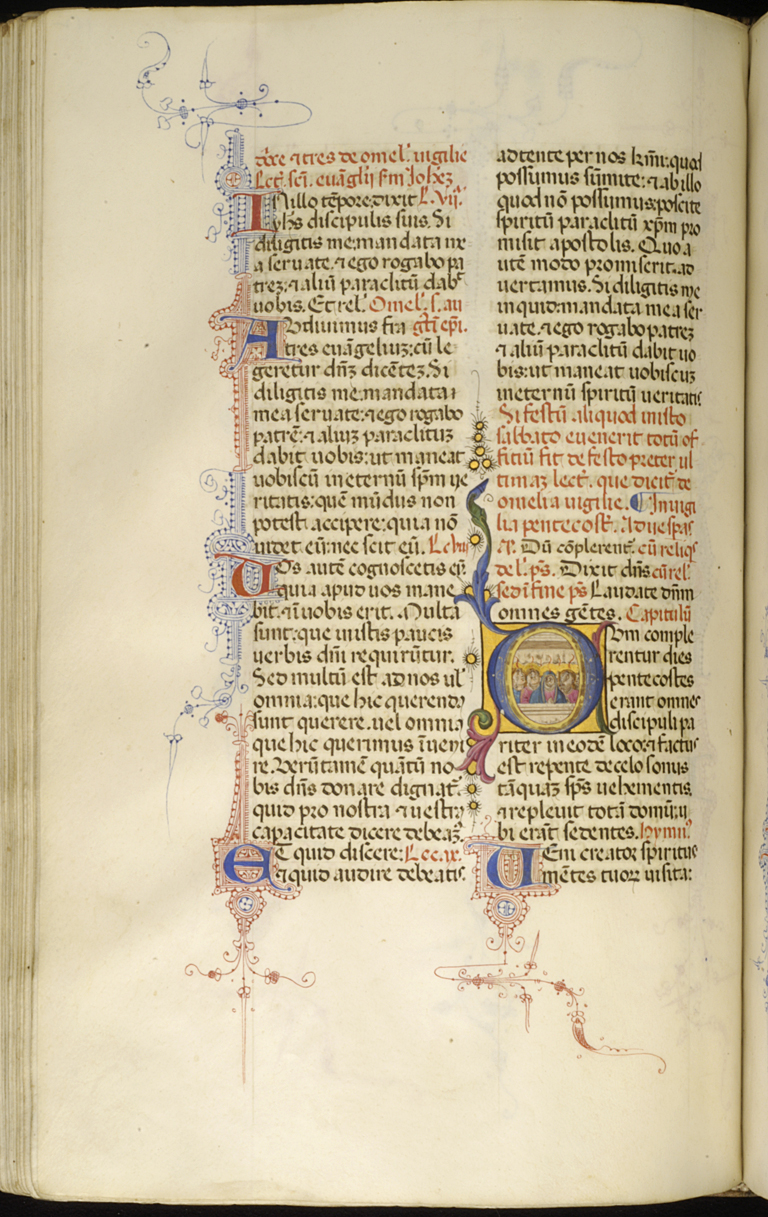
15세기 소성무일도(Walters Art Museum).

성모 소성무일도(聖母 小聖務日禱)는 성모 마리아를 기리기 위해 성무일도를 본떠 간략하게 만든 기독교의 기도서이다. 라틴어로는 'Officium Parvum Beatae Mariae Virginis'이라고 한다. 먼 곳을 여행하여, '(대)성무일도서(書)'를 휴대하기 어려운 경우에도 많이 쓰이고 있다.

## 본문
성모 소성무일도라고도 한다. 성무일도의 양식대로 작성되어, 일곱 가지의 시간경으로 나뉘어 있으나 성무일도와는 달리 각 날의 시편들이 바뀌지 않는다. 찬미가, 시편, 찬가, 독서, 응송, 주의 기도, 본기도, 아베 마리아 등으로 이루어져 있다. 10세기에 알려졌으며 수도원에서 시작되었다.
11세기에 성 베드로 다미아노(St. Peter Damian)의 노력으로 널리 보급되었다. 특히 시토회(Cistercians)와 카말돌리회(Camaldulense)에서 일찍 소성무일도를 채택하였다. 1568년, 교황 성 비오(St. Pius) 5세의 기도서 개혁 후에도 계속 남게 되었으나 소성무일도에 대한 의무는 없어지고 사적(私的)인 기도로서 권장되었다. 1953년 개정판이 인가되었는데 여기에서는 1년을 6개의 시기로 나누어 각각 특별한 독서와 기도문으로 구성되었고, 28개의 축일(이 중 12개가 마리아의 축일임)에 고유한 부분이 마련되었다.
많은 수도단체에서 소성무일도를 공적(公的)으로 혹은 사적으로 사용하고 있으며, 수도회의 제3회 회원들, 일반 신자들, 특히 성모 마리아의 여러 단체에 가입한 신자들이 사용하고 있다. 제2차 바티칸공의회의 전례헌장은 합법적으로 승인을 받은 소성무일도 역시 성교회의 공식 기도임을 밝히고 있다.

## 같이 보기
- 법정 시간경
- 시간 전례